# Charles Emerson Beecher

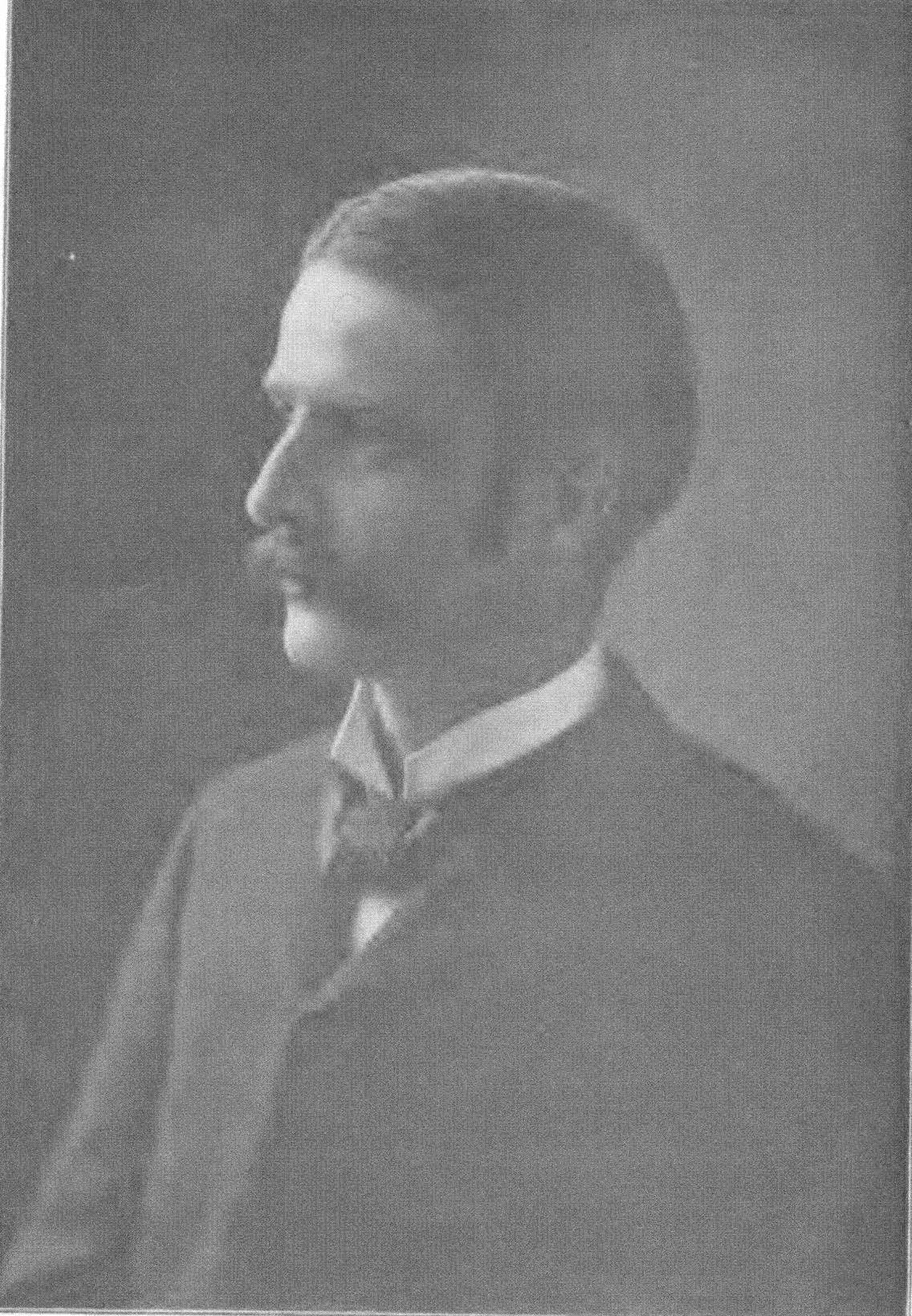
Charles Emerson Beecher

Charles Emerson Beecher (ur. 9 października 1856, zm. 14 lutego 1904) – paleontolog amerykański. 

## Życiorys
Głównym tematem badawczym Beechera były trylobity i ramienionogi paleozoiku, ich filogeneza i ontogeneza. Jako pierwszy szczegółowo opisał odnóża trylobitów. 